# البليطيح
البليطيح، قرية من قرى محافظة العلا، والتابعة لمنطقة المدينة المنورة في السعودية. تقع في شمال المدينة المنورة، وتبعد عنها بمسافة تقارب (320) كيلو متر، وعن العلا بمسافة تقارب ( 180) كيلو متر.

## التاريخ
تسكنها قبيلة الفحامين من الحويطات منذ أكثر من700عام.يحدها من الشمال قرية الظلفة ومن الجنوب الفارعه وأم قف ومن الشرق وادي الفرعة